# Tim Roth
Tim Roth (14. svibnja 1961.), engleski glumac, i redatelj, osvajač nagrade BAFTA, nominiran za Oscara i Zlatni globus.
Rođen je u londonskom Dulwichu, kao Timothy Simon Smith. Majka Anne, bila je slikarica i učiteljica, a otac Ernie novinar i član Britanske komunističke stranke.
On je prihvatio prezime Roth jer je kao novinar putovao zemljama koje su bile neprijateljske prema Britancima.
Kao mladić, Tim je razmišljao da postane kipar, te je jedno vrijeme pohađao prestžnu umjetničku školu.
Kasnije se okreće glumi, kojom se počinje baviti 1982. godine. Do sada je ostvario pedesetak uloga, ali najpoznatiji je kao g. Narančasti(Mr. Orange) u filmu "Psi iz rezervoara". Redatelj Quentin Tarantino angažirao ga je tri puta.
Glumio je i u obradi filma "Planet majmuna"(red.:Tim Burton).
Kao redatelj snimio je film "Ratna zona" za kojeg je dobio Europsku filmsku nagradu. Nominiran je za Oscara i Zlatni globus za sporednu ulogu u filmu "Rob Roy" s Liamom Neesonom u glavnoj ulozi.
Godine 1983. dobio je sina Jacka, a 1993. se oženio drugi put i ima dva sina Huntera i Cormaca.